# Chloroclystis gymnoscelides
Chloroclystis gymnoscelides là một loài bướm đêm trong họ Geometridae.